# 朴言熙
朴言熙（韓語：박언희），韓國電視劇編劇。

## 作品

### 電視劇
- 2001年：KBS《Cool》
- 2005年：SBS《媽媽的全盛時代》
- 2005年：SBS《河內新娘》
- 2007年：SBS《鹽巴娃娃》
- 2007年：SBS《起飛》
- 2012年：SBS《依然是你》
- 2018年：SBS《如果是她的話》

## 外部連結
- NAVER搜索